# Chabana
 (novembre 2017).
Si vous disposez d'ouvrages ou d'articles de référence ou si vous connaissez des sites web de qualité traitant du thème abordé ici, merci de compléter l'article en donnant les références utiles à sa vérifiabilité et en les liant à la section « Notes et références ».
Le chabana (茶花) est le style d’arrangement floral qui a été spécialement créé pour la cérémonie du thé au Japon. Signifiant littéralement « fleur de thé », il dérive de l’ikebana, un style traditionnel d’arrangement floral japonais, qui prend lui-même ses racines dans le shintoïsme et le bouddhisme.

## Histoire
L’histoire du chabana va de pair avec l’histoire de la cérémonie du thé et date de l'époque Azuchi Momoyama. Au même moment surgit le wabi-cha, style de la cérémonie du thé japonaise attribué à Sen no Rikyū, qui est également considéré comme le créateur du style nageire caractérisé par la liberté et la spontanéité de l’expression de la beauté naturelle du matériau.
Les premiers maîtres du thé utilisèrent le style nageire jusqu’à ce que celui-ci se divise en deux autres styles : le style seika (fleurs pures) et le style chabana (fleurs de thé). Ce dernier, qui n’est régi par aucune règle formelle écrite et qui plaisait à ceux qui étaient à la recherche d’un arrangement plus simple et plus naturel, est devenu au fil du temps le style standard d’arrangement floral durant une cérémonie du thé.

## Tradition

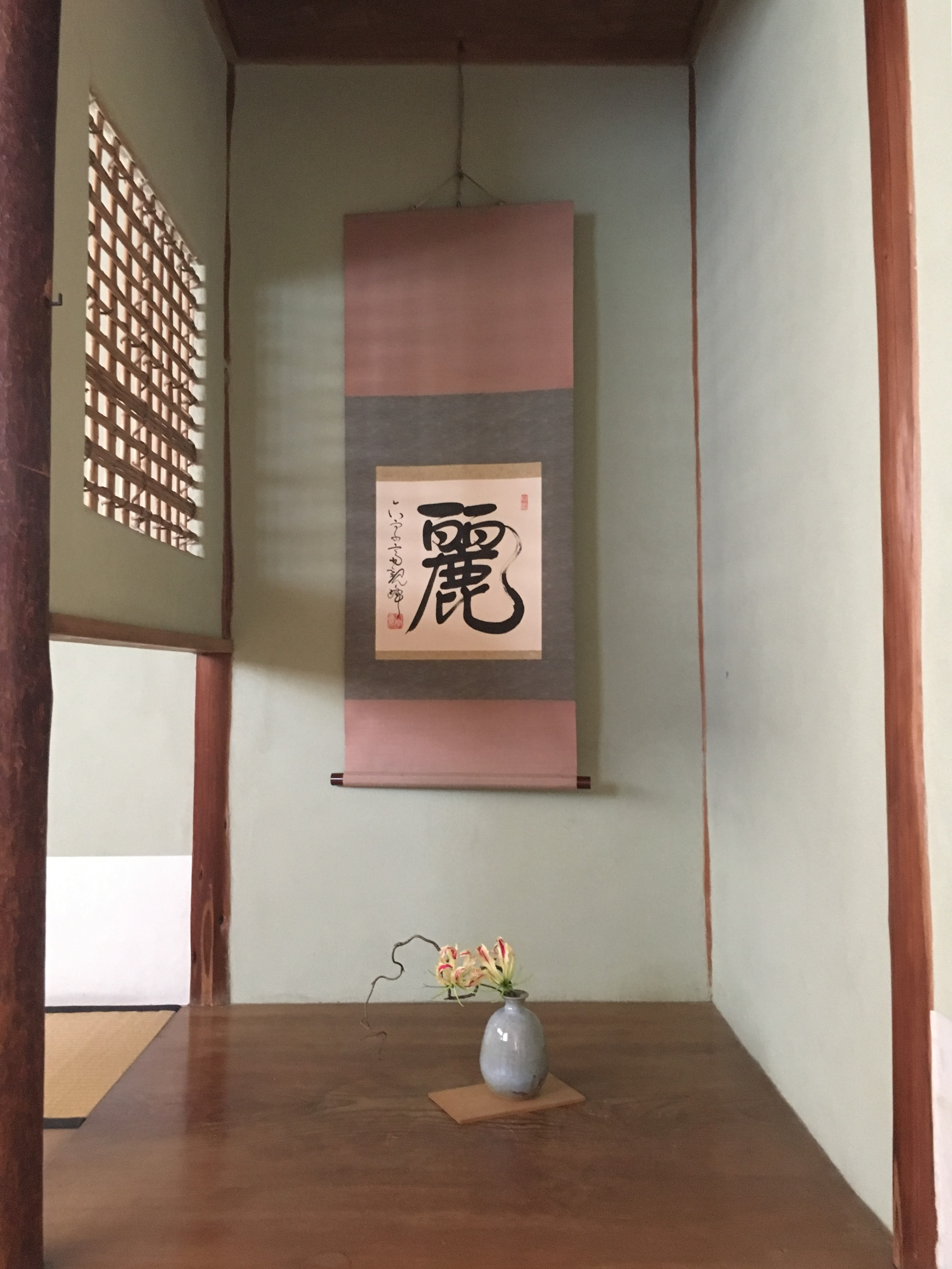
Chabana et kakemono dans un salon de thé japonais.

Le chabana est l’un des principaux centres d’attention des invités lors d’une cérémonie de thé dans un tokonoma. L’élément thématique principal est le kakemono, généralement une peinture ou une calligraphie encadrée en rouleau et accrochée au mur. Le chabana partage donc l’espace du tokonoma avec le kakemono, mais peut être placé après l’arrivée des invités selon les circonstances de la cérémonie.

## Style
Le chabana est, dans sa forme la plus basique, un arrangement de fleurs de saisons placées dans un contenant, habituellement un panier ou un vase fait de bambou, de métal ou de céramique. Une seule fleur est utilisée la plupart du temps.
Cette fleur penche toujours vers les invités ou est placée face à eux.
Aucun artifice n’est utilisé pour faire tenir la ou les fleurs dans le vase comme c’est le cas en ikebana. Le but étant de mettre en valeur la beauté naturelle de la fleur, on cherche à présenter la fleur telle qu’elle pousse dans les jardins, les forêts ou les champs. On cherche à élever et intensifier l’atmosphère de la cérémonie de thé au travers du chabana.
Certaines fleurs ne sont cependant pas considérées comme appropriées pour le chabana. On appelle ces fleurs les kinka, littéralement « fleurs interdites ». Ces fleurs ont une odeur ou un nom déplaisant, ou des bourgeons qui subsistent trop longtemps.